# Зелений Став

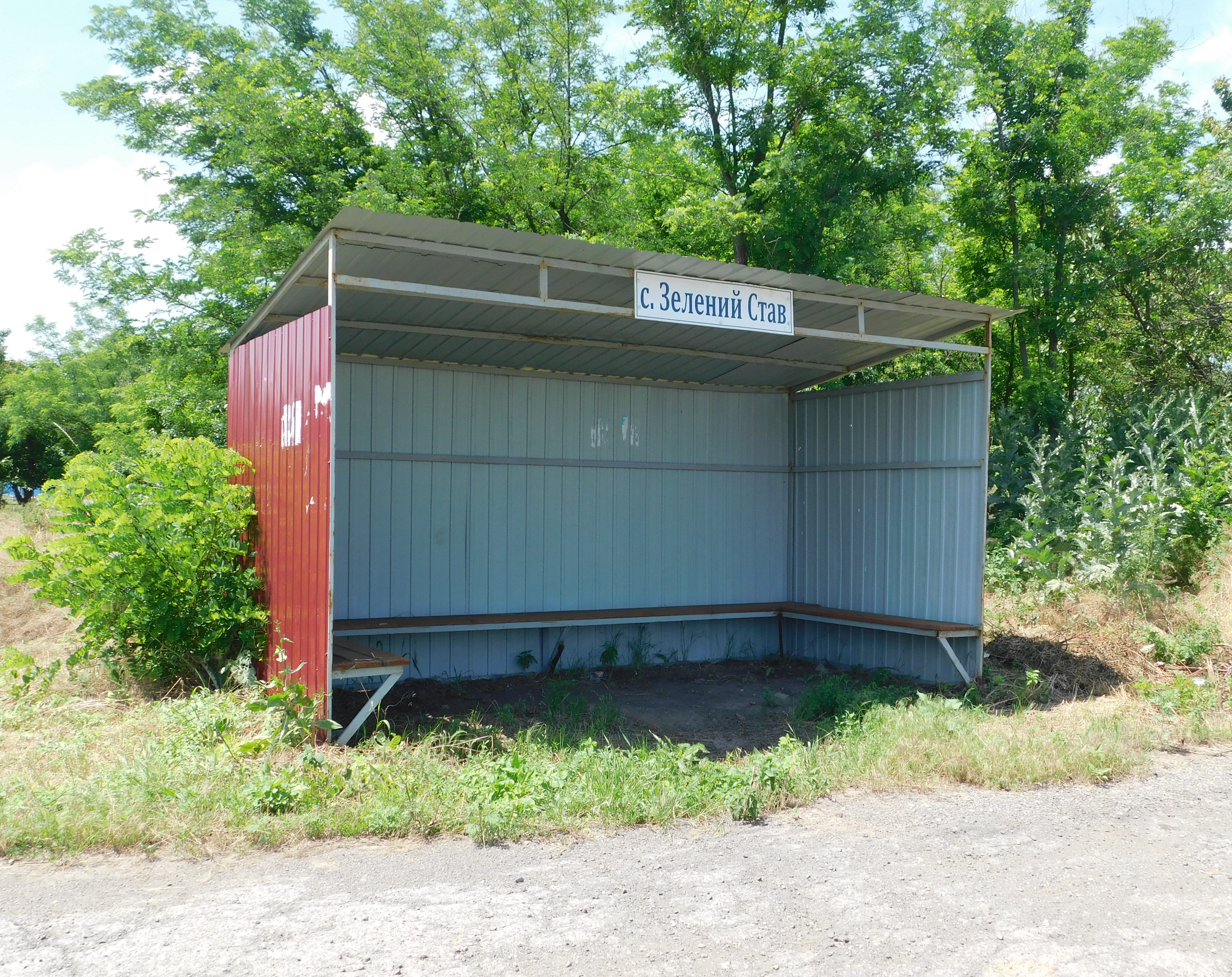
Автобусна зупинка у селі Зелений Став

Зелений Став — село в Україні, у Криворізькому районі Дніпропетровської області. Входить до складу Карпівської сільської громади.
До 2017 року орган місцевого самоврядування — Новомалинівська сільська рада. Населення — 141 мешканець.

## Географія
Село Зелений Став знаходиться за 3 км від лівого берега річки Вербова, на відстані 1,5 км від села Новомалинівка і за 2 км від сіл Малинівка і Казанківка. По селу протікає пересихаючий струмок з загатою.

## Населення

### Мова
Розподіл населення за рідною мовою за даними перепису 2001 року:
| Мова       | Кількість | Відсоток |
| ---------- | --------- | -------- |
| українська | 130       | 92.2%    |
| російська  | 11        | 7.8%     |
| Усього     | 141       | 100%     |